# Laser Clay System
Le Laser Clay System est un simulateur de tir aux pigeons conçu par Gunpei Yokoi et commercialisé par Nintendo en 1973.
L'idée vient de Hiroshi Yamauchi, qui souhaite alors adapter la technologie de la gamme des pistolets laser Kōsenjū SP pour pouvoir la rendre utilisable lors de véritables compétitions de tir.